# Semur-en-Brionnais
Semur-en-Brionnais este o comună în departamentul Saône-et-Loire, Franța. În 2009 avea o populație de 617 de locuitori.

## Evoluția populației
| An        | 1975 | 1982 | 1990 | 1999 | 2006 | 2009 |
| --------- | ---- | ---- | ---- | ---- | ---- | ---- |
| Populație | 689  | 687  | 636  | 724  | 645  | 617  |